# هوراس هودجز
هوراس هودجز (بالإنجليزية: Horace Hodges)‏ هو ممثل بريطاني (وحمل سابقاً جنسية المملكة المتحدة لبريطانيا العظمى وأيرلندا)، ولد في 19 ديسمبر 1865 في المملكة المتحدة، وتوفي بنفس المكان في 6 يوليو 1951.

## وصلات خارجية
- هوراس هودجز على موقع IMDb (الإنجليزية)
- هوراس هودجز على موقع قاعدة بيانات برودواي على الإنترنت (الإنجليزية)
- هوراس هودجز على موقع قاعدة بيانات الفيلم (الإنجليزية)